# مایکل نونان
مایکل نونان (انگلیسی: Michael Noonan؛ زادهٔ ۳۱ ژوئیهٔ ۲۰۰۸) بازیکن فوتبال اهل جمهوری ایرلند است که در حال حاضر برای شامروک روفرز در پست مهاجم بازی می‌کند.
از باشگاه‌هایی که در آن بازی کرده است می‌توان به سنت پاتریک اتلتیک اشاره کرد.
وی همچنین در تیم‌های ملی فوتبال زیر ۱۵ سال، زیر ۱۶ سال، زیر ۱۷ سال و زیر ۱۹ سال جمهوری ایرلند بازی کرده است.

## دوران باشگاهی

### دوران جوانان
نونان در راتانگان، شهرستان کیلدر بزرگ شد و به مدرسه Ardscoil Rath Íongahain رفت و فوتبال مدرسه‌ای‌اش را با موناستروین آغاز کرد. او بعداً برای باشگاه بالیاولستر یونایتد مستقر در سلبریج بازی کرد، پیش از آنکه در سال ۲۰۲۲ به آکادمی باشگاه لیگ ایرلند سنت پاتریک اتلتیک بپیوندد. او ابتدا برای تیم زیر ۱۵ سال باشگاه بازی کرد و طی سه فصل بعدی از تیم‌های زیر ۱۷، زیر ۱۹ و زیر ۲۰ سال پیشرفت کرد.

### سنت پاتریک اتلتیک
در ۳ فوریه ۲۰۲۴، نونان اولین بازی بزرگسالانش را برای سنت پاتریک اتلتیک انجام داد و در دقیقه ۷۶ به جای رواری کینگ وارد زمین شد، در مسابقه‌ای که ۳–۱ به سود تیمش در خانه یو سی دی در جام برتر لینستر بود. در ۱۷ سپتامبر ۲۰۲۴، او اولین گل‌هایش در فوتبال بزرگسالان را به ثمر رساند، وقتی دو گل در پیروزی ۳–۱ برابر مینوث یونیورسیتی تاون در نیمه نهایی همان رقابت زد. در ۸ اکتبر ۲۰۲۴، او گل افتتاحیه در فینال جام برتر لینستر ۲۴–۲۰۲۳ در پیروزی نهایی ۲–۱ مقابل سنت موختا در پارک ریچموند را به ثمر رساند. عملکردهای او در جام برتر لینستر باعث شد که سرمربی استیون کنی او را در ۱۴ اکتبر ۲۰۲۴ برای اولین بار در لیگ بازی دهد و او در دقیقه ۸۹ به جای ایدان کینا وارد زمین شد و تیمش ۳–۱ در خانه مقابل بوهیمینز در پارک دیلیمونت برنده شد. بعداً در همان ماه، نام او با انتقال به قهرمانان لیگ برتر، منچستر سیتی، مرتبط شد.

### شامروک روورز
در ۱۵ ژانویه ۲۰۲۵، او به باشگاه هم‌لیگی لیگ برتر فوتبال ایرلند، شامروک روورز پیوست و پیشنهاد قرارداد مشابه باشگاه سنت پاتریک اتلتیک را رد کرد، چرا که در آن تیم بازیکنانی مانند میسون ملیا و ایدان کینا جلوتر از او بودند، همچنین خانواده‌اش او را به عنوان طرفدار شامروک روورز بزرگ کرده بودند. نونان جوان‌ترین گلزن تاریخ لیگ کنفرانس اروپا شد، زمانی که در بازی نخستش برای شامروک روورز در تاریخ ۱۳ فوریه ۲۰۲۵ گل زد، آن هم در دیدار خارج از خانه مقابل تیم نروژی مولده. او اولین گل لیگ بزرگسالانش را در یازدهمین بازی لیگش در تاریخ ۲۱ آوریل ۲۰۲۵ به ثمر رساند و دو گل از برتری تیمش را در شکست نهایی ۳–۲ در خانه مقابل بوهیمینز در دربی دابلین در استادیوم تالاگت ثبت کرد.

## دوران ملی
نونان پیش‌تر برای تیم‌های ملی مختلف جمهوری ایرلند بازی کرده است. او در سال ۲۰۲۲ در ۵ بازی برای زیر ۱۵ سال جمهوری ایرلند ۲ گل زد. او در سال ۲۰۲۳ نیز به این روند ادامه داد و به تیم کمک کرد تا در ایتالیا قهرمان تورنمنت Torneo della Nazioni شود و در طول مسابقات گلزنی کرد، از جمله گل برنده مقابل میزبانان در فینال در تاریخ ۱ مه ۲۰۲۳. در ۱۵ مه ۲۰۲۳، او در دومین بازی خود برای زیر ۱۶ سال جمهوری ایرلند گل برنده را در فینال مسابقات توسعه UEFA در پیروزی ۲–۱ مقابل زیر ۱۶ سال اسلواکی به ثمر رساند. در ۱۱ نوامبر ۲۰۲۳، او در فینال جام ویکتوری برای تیم زیر ۱۶ سال گل زد و با پیروزی ۳–۰ مقابل زیر ۱۶ سال ایرلند شمالی عنوان قهرمانی را حفظ کردند. در ۲۶ ژانویه ۲۰۲۴، او اولین هت‌تریک ملی خود را در پیروزی ۶–۰ مقابل زیر ۱۶ سال یونان در ازمیر، ترکیه به ثمر رساند. در ۵ سپتامبر ۲۰۲۴، او اولین بازی‌اش را برای تیم زیر ۱۷ سال جمهوری ایرلند در شکست ۲–۱ مقابل زیر ۱۷ سال دانمارک در ماربیا، اسپانیا انجام داد. او در مارس ۲۰۲۵ برای اولین بار به اردوی تیم زیر ۱۹ سال جمهوری ایرلند دعوت شد.

## زندگی شخصی
او پسر اندرو نونان، بازیکن سابق لیگ فوتبال ایرلند است که در مه ۲۰۲۵ به جرم داشتن ۲٫۷۷ میلیون یورو هروئین در سال ۲۰۲۰، به ۱۳ سال و نیم زندان محکوم شد.